# 哈桑湖
哈桑湖（俄语：Хасан）是俄羅斯濱海邊疆區的湖泊，位於與中國接壤的邊境，處於海參崴西南130公里，面積2.23平方公里。1938年夏季，哈桑湖發生張鼓峰事件。